# Hohenlockstedt
Hohenlockstedt település Németországban, Schleswig-Holstein tartományban. Lakosainak száma 5972 fő (2023. december 31.).

## Népesség
A település népességének változása:
| Lakosok száma | 5399 | 6160 | 6145 | 5946 | 5977 | 5972 |
|               | 1975 | 2017 | 2019 | 2021 | 2022 | 2023 |